# يانسيفيل (كارولاينا الشمالية)
يانسيفيل (بالإنجليزية: Yanceyville)‏ هي مدينة أمريكية ومركز مقاطعة كاسويل في ولاية كارولاينا الشمالية في الولايات المتحدة الأمريكية.

## التركيبة السكانية
حدّد مكتب تعداد الولايات المتحدة بيانات التركيبة السكانية ليانسيفيل في تعداد الولايات المتحدة. في ما يلي، التركيبة السكانية حسب تعدادي 2000 و2010.

### تعداد عام 2000
بلغ عدد سكان يانسيفيل 2,091 نسمة بحسب تعداد عام 2000، وبلغ عدد الأسر 658 أسرة وعدد العائلات 400 عائلة مقيمة في البلدة. في حين سجلت الكثافة السكانية 116 نسمة لكل كيلومتر مربع (300.4/ميل2). وبلغ عدد الوحدات السكنية 748 وحدة بمتوسط كثافة قدره 41.5 لكل كيلومتر مربع (107.5/ميل2).
وتوزع التركيب العرقي للبلدة بنسبة 44.29% من البيض و53.99% من الأمريكيين الأفارقة و0.33% من الأمريكيين الأصليين و0.14% من الأمريكيين ذوي الأصول الآسيوية و0.33% من الأعراق الأخرى و0.91% من عرقين مختلطين أو أكثر و1% من الهسبانيون أو اللاتينيون من أي عرق.
بلغ عدد الأسر 658 أسرة كانت نسبة 33.6% منها لديها أطفال تحت سن الثامنة عشر تعيش معهم، وبلغت نسبة الأزواج القاطنين مع بعضهم البعض 33% من أصل المجموع الكلي للأسر، ونسبة 24.3% من الأسر كان لديها معيلات من الإناث دون وجود شريك، بينما كانت نسبة 3.5% من الأسر لديها معيلون من الذكور دون وجود شريكة وكانت نسبة 39.2% من غير العائلات. تألفت نسبة 36.8% من أصل جميع الأسر من عدة أفراد يعيشون في نفس المنزل ونسبة 19% كانت تتألف من شخص يعيش بمفرده يبلغ من العمر 65 عاماً أو أكثر. وبلغ متوسط حجم الأسرة المعيشية 2.21، أما متوسط حجم العائلات فبلغ 2.88.
بلغ العمر الوسطي للسكان 37.4 عاماً. وكانت نسبة 19.6% من القاطنين تحت سن الثامنة عشر، وكانت نسبة 4.8% بين الثامنة عشر والرابعة والعشرين عاماً، ونسبة 16.3% كانت واقعةً في الفئة العمرية ما بين الخامسة والعشرين والرابعة والأربعين عاماً، ونسبة 15.9% كانت ما بين الخامسة والأربعين والرابعة والستين، ونسبة 12.8% كانت ضمن فئة الخامسة والستين عاماً فما فوق. يوجد لكل 100 أنثى 74.6 ذكر، ويوجد لكل 100 أنثى في الثامنة عشر من عمرها فما فوق 70.5 ذكر.
بلغ متوسط دخل الأسرة في البلدة 20,353 دولارًا، أما متوسط دخل العائلة فبلغ 26,417 دولارًا. وكان متوسط دخل الذكور 24,632 دولارًا مقابل 20,398 دولارًا للإناث. وسجل دخل الفرد الخاص بالبلدة 16,956 دولارًا. وكانت نسبة 23.3% من العائلات ونسبة 27.7% من السكان تحت خط الفقر، وكان من هؤلاء نسبة 41.7% تحت سن الثامنة عشر ونسبة 24.1% في الخامسة والستين من العمر وما فوق.

### تعداد عام 2010
بلغ عدد سكان يانسيفيل 2,039 نسمة بحسب تعداد عام 2010، وبلغ عدد الأسر 650 أسرة وعدد العائلات 366 عائلة مقيمة في البلدة. في حين سجلت الكثافة السكانية 113.1 نسمة لكل كيلومتر مربع (292.9/ميل2). وبلغ عدد الوحدات السكنية 748 وحدة بمتوسط كثافة قدره 41.5 لكل كيلومتر مربع (107.5/ميل2).
وتوزع التركيب العرقي للبلدة بنسبة 39.23% من البيض و54.44% من الأمريكيين الأفارقة و0.54% من الأمريكيين الأصليين و0.39% من الأمريكيين ذوي الأصول الآسيوية و0.10% من سكان جزر المحيط الهادئ و1.57% من الأعراق الأخرى و3.73% من عرقين مختلطين أو أكثر و3.63% من الهسبانيون أو اللاتينيون من أي عرق.
بلغ عدد الأسر 650 أسرة كانت نسبة 30.9% منها لديها أطفال تحت سن الثامنة عشر تعيش معهم، وبلغت نسبة الأزواج القاطنين مع بعضهم البعض 24.6% من أصل المجموع الكلي للأسر، ونسبة 27.1% من الأسر كان لديها معيلات من الإناث دون وجود شريك، بينما كانت نسبة 4.6% من الأسر لديها معيلون من الذكور دون وجود شريكة وكانت نسبة 43.7% من غير العائلات. تألفت نسبة 40.8% من أصل جميع الأسر من عدة أفراد يعيشون في نفس المنزل ونسبة 19.2% كانت تتألف من شخص يعيش بمفرده يبلغ من العمر 65 عاماً أو أكثر. وبلغ متوسط حجم الأسرة المعيشية 2.14، أما متوسط حجم العائلات فبلغ 2.90.
بلغ العمر الوسطي للسكان 39.8 عاماً. وكانت نسبة 17.7% من القاطنين تحت سن الثامنة عشر، وكانت نسبة 10.3% بين الثامنة عشر والرابعة والعشرين عاماً، ونسبة 28.8% كانت واقعةً في الفئة العمرية ما بين الخامسة والعشرين والرابعة والأربعين عاماً، ونسبة 25.9% كانت ما بين الخامسة والأربعين والرابعة والستين، ونسبة 17.3% كانت ضمن فئة الخامسة والستين عاماً فما فوق. وتوزع التركيب الجنسي للسكان بنسبة 55.5% ذكور و44.5% إناث.

## المناخ
يظهر الجدول التالي التغييرات المناخية على مدار السنة ليانسيفيل:
| البيانات المناخية لـيانسيفيل              | البيانات المناخية لـيانسيفيل | البيانات المناخية لـيانسيفيل | البيانات المناخية لـيانسيفيل | البيانات المناخية لـيانسيفيل | البيانات المناخية لـيانسيفيل | البيانات المناخية لـيانسيفيل | البيانات المناخية لـيانسيفيل | البيانات المناخية لـيانسيفيل | البيانات المناخية لـيانسيفيل | البيانات المناخية لـيانسيفيل | البيانات المناخية لـيانسيفيل | البيانات المناخية لـيانسيفيل | البيانات المناخية لـيانسيفيل |
| الشهر                                     | يناير                        | فبراير                       | مارس                         | أبريل                        | مايو                         | يونيو                        | يوليو                        | أغسطس                        | سبتمبر                       | أكتوبر                       | نوفمبر                       | ديسمبر                       | المعدل السنوي                |
| ----------------------------------------- | ---------------------------- | ---------------------------- | ---------------------------- | ---------------------------- | ---------------------------- | ---------------------------- | ---------------------------- | ---------------------------- | ---------------------------- | ---------------------------- | ---------------------------- | ---------------------------- | ---------------------------- |
| متوسط درجة الحرارة الكبرى °ف              | 47.8                         | 51.6                         | 61.1                         | 70.3                         | 78.2                         | 87                           | 89.1                         | 87.4                         | 81                           | 70.6                         | 61.3                         | 50.3                         | 69.6                         |
| متوسط درجة الحرارة الصغرى °ف              | 28.2                         | 30.3                         | 37.8                         | 45.8                         | 55.1                         | 63.8                         | 68                           | 66.8                         | 58.7                         | 47.1                         | 38.5                         | 30.1                         | 47.5                         |
| الهطول إنش                                | 3.35                         | 3.3                          | 4.45                         | 4.07                         | 3.78                         | 3.52                         | 4.36                         | 5.8                          | 4.62                         | 3.45                         | 3.81                         | 3.49                         | 48.                          |
| متوسط تساقط الثلوج إنش                    | 4                            | 1.1                          | 0.6                          | 0.0                          | 0                            | 0                            | 0                            | 0                            | 0                            | 0                            | 0                            | 1.6                          | 7.3                          |
| متوسط درجة الحرارة الكبرى °م              | 8.8                          | 10.9                         | 16.2                         | 21.3                         | 25.7                         | 31                           | 31.7                         | 30.8                         | 27                           | 21.4                         | 16.3                         | 10.2                         | 20.9                         |
| متوسط درجة الحرارة الصغرى °م              | −2.1                         | −0.9                         | 3.2                          | 7.7                          | 12.8                         | 17.7                         | 20                           | 19.3                         | 14.8                         | 8.4                          | 3.6                          | −1.1                         | 8.6                          |
| الهطول مم                                 | 85                           | 84                           | 113                          | 103                          | 96                           | 89                           | 111                          | 150                          | 117                          | 88                           | 97                           | 89                           | 1٬200                        |
| متوسط تساقط الثلوج سم                     | 10                           | 2.8                          | 1.5                          | 0.0                          | 0                            | 0                            | 0                            | 0                            | 0                            | 0                            | 0                            | 4.1                          | 19                           |
| المصدر: xmACIS2 (Monthly Climate Normals) |                              |                              |                              |                              |                              |                              |                              |                              |                              |                              |                              |                              |                              |